# Shoko Nakagawa
Shoko Nakagawa é uma cantora e atriz japonesa. Com músicas que vão do pop/rock a baladas, Shoko expressa suas letras com vocais fortes e impressionantes. Com diversos talentos, ela é conhecida pelas populares entradas em seu blog e por músicas que alcançam o topo das paradas.

## Biografia
Nascida em Tóquio em 1985, Shoko Nakagawa é a atual queridinha do Japão. Cantora, celebridade de televisão, blogger, dubladora e ilustradora, Shokotan - como ela é chamada pelos fãs - é uma artista multi-talentosa com um currículo impressionante. Hoje é difícil passar um dia sem escutar seu nome. Em fevereiro de 2008 ela quebrou recordes quando seu blog, "Shokotan Blog", recebeu mais de um bilhão de visitas. Cheio de fotos e entradas escritas com suas gírias únicas, seu blog é o mais popular entre os blogs de celebridades. O site, atualizado por ela diversas vezes por dia, recebe cerca de 1 800 000 visitantes diariamente.
Entre as muitas atividades de Shoko, a música tem sido uma das mais bem sucedidas. Desde sua estréia como cantora em 2006, ela rapidamente expandiu sua base de fãs. Seu single, Sorairo Days, lançado em junho de 2007, foi escolhido como tema do popular anime "Tengen Toppa Gurren Lagann". Sua primeira música rock estreou na terceira posição na lista de singles semanal da Oricon. Graças à crescente popularidade de eventos de fãs no Japão, Shoko fez seu primeiro show em Tóquio em dezembro de 2007. Os ingressos acabaram em 25 segundos e o show atraiu uma multidão de dois mil fãs.
Shoko também é famosa por seu grande conhecimento de anime e mangá. Em seu blog ela posta seus pensamentos sobre os trabalhos que atraem seu interesse, junto com suas próprias ilustrações. Em maio de 2007 ela escolheu algumas músicas de mais de 1 500 000 pedidos e lançou Shokotan ★Cover, um álbum com covers de anime songs. Em agosto do mesmo ano, ela foi escolhida como embaixatriz da boa vontade do Japão no World Cosplay Summit 2007, um evento para aficionados por cosplay de todo o mundo. Sua apresentação no evento recebeu críticas estrondosas dos convidados, abrindo caminho para sua popularidade mundial. No mês seguinte ela seguiu com os covers de anime em Shokotan ★Cover 2. O álbum também foi um sucesso, alcançando a 11ª posição nas listas da Oricon. O ano de 2007 foi, sem dúvidas, muito importante para Shoko. No dia 31 de Setembro ela realizou seu sonho ao se apresentar no "Kohaku Utagassen", o tradicional programa de fim de ano no Japão. Shoko tomou seu lugar no palco representando as maiores estrelas da música do Japão, e recebeu atenção pelas atualizações em tempo real de seu blog nos bastidores do evento. Foi o melhor modo de terminar um ano impressionante.
No primeiro dia de 2008, Shoko foi direto para Kohaku para se apresentar no prestigioso festival de rock "COUNTDOWN JAPAN" às três da manhã. Apesar do horário, mais de 5500 pessoas foram ver sua apresentação. No mesmo dia, um DVD de seu show de 2007, Shokotan Donyoku Matsuri, foi lançado e alcançou a quinta posição na lista de DVDs musicais. A febre Shokotan não dá sinais de acabar. O terceiro livro de seu blog vendeu mais de dez mil cópias e seu quarto single, Snow Tears, lançado no dia 30 de Janeiro, alcançou a segunda posição das paradas. A balada mostrou seus talentos musicais como nunca; a música também foi escolhida como tema de encerramento do anime "Hakaba Kitaro", no qual Shoko também empresta sua voz a uma personagem. Ela se emocionou com este trabalho, pois seu falecido pai, o cantor Katsuhiko Nakagawa, sempre lhe dizia em sua infância que ela não podia crescer sem ler "Hakaba Kitaro". No dia 19 de março, seu primeiro álbum, Big☆Bang!!!, foi lançado com grande apoio de seus fãs, e alcançou a quinta posição na parada de álbuns da Oricon. Para promover o álbum, Shoko deu início a uma esperada turnê pelo país em maio.  Mesmo com uma agenda cheia e lançamentos esperados, Nakagawa Shoko é a artista da vez e, como dito antes, não mostra sinais de que irá parar tão cedo.
Em 2020, a perda temporária do trabalho devido à crise do corona foi um divisor de águas e ela passou a distribuir vídeos no YouTube, separado do canal de distribuição de videoclipes criado pelo escritório. Desde então, seu blog quase não foi atualizado.
Em 2021, ela postou seu vídeo de maiô no YouTube e se tornou muito popular com mais de 10 milhões de visualizações em dois meses.
Em 28 de abril de 2023, Nakagawa anunciou seu casamento com uma não celebridade.

## Discografia

### Álbuns
- Shokotan Cover: Anison ni Koi o Shite. (2007)
- Shokotan Cover Cover: Anison ni Ai o Komete!! (2007)
- Big☆Bang!!! (2008)
- Magic Time (2009)
- Shokotan Cover 3: Anison wa Jinrui o Tsunagu (2010)
- Cosmic Inflation (2010)
- Shokotan Cover 4-1: Shoko Idol Hen (2011)
- Shokotan Cover 4-2: Shoko Rock Hen (2011)
- 9lives (2014)

### Singles
- Brilliant Dream (2006)
- Strawberry Melody (2007)
- Sorairo Days (2007)
- Snow Tears (2008)
- Shiny Gate (2008)
- Tsuzuku Sekai (2008)
- Kirei à la Mode (2008)
- Namida no Tane, Egao no Hana (2009)
- Kokoro no Antenna (2009)
- Arigatō no Egao (2009)
- Ray of Light (2010)
- Flying Humanoid (2010)
- Sakurairo (2011)
- Tsuyogari (2011)
- Horoscope (2012)
- Pegasus Fantasy (omega)(2012)
- Zoku Konton (2013)
- Sakasama Sekai / Once Upon a Time: Kibo no Uta (2013)
- Nuigulumar Z (2014)
- Dori Dori (2015)
- PUNCH LINE! (2015)
- Mugen Blanc Noir (2015)
- Magical Circle (2017)